# Cernuno

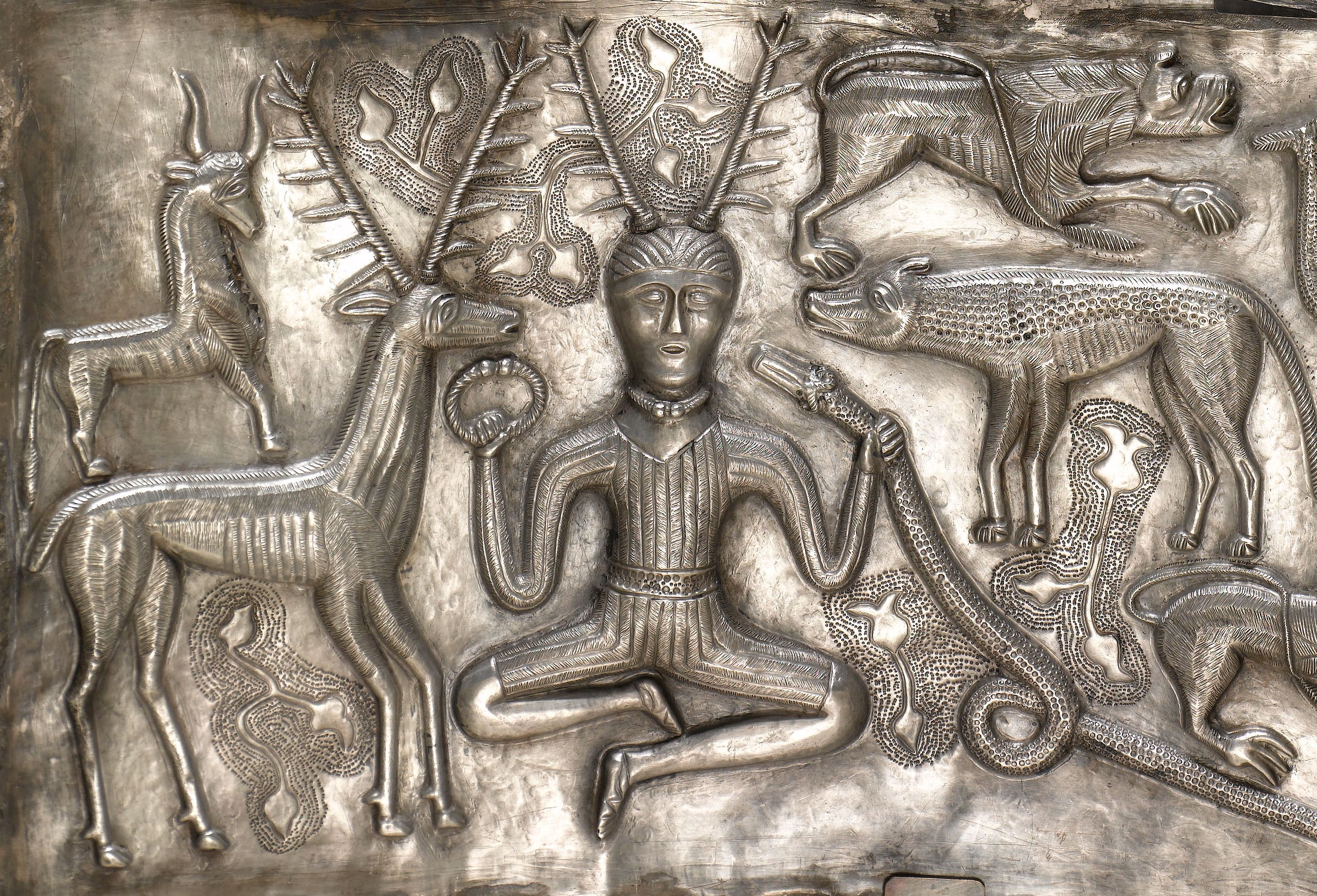
A figura de tipo cornudo "Cernunnos" no caldeirão Gundestrup.

Cernuno (em latim e  nos idiomas celtas, Cernunnos) é o nome convencional dado nos estudos celtas às representações do deus com chifres do politeísmo celta. O próprio nome é apenas atestado uma vez, no Pilar dos Barqueiros, do século I, mas as representações de uma figura com chifres, frequentemente sentada em "posição de lótus", e frequentemente associada a animais e a manter ou vestir torques, são conhecidas de outras instâncias.

## Nome

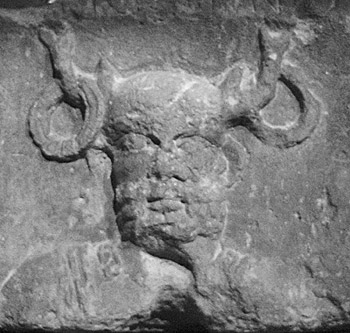
Cernuno na Pilar dos Barqueiros, 500 a.C

O nome tem sido comparado a um epíteto divino Carnonos em uma inscrição céltica escrita em caracteres gregos em Montagnac, Hérault (como καρνονου, karnonou, no caso dativo).
Um adjetivo galo-latim carnuātus, "com chifres," também é encontrado.
A forma proto-céltica do teônimo é reconstruída como ou *Cerno-on-os ou *Carno-on-os. O aumentativo -on- é característico do teônimo, como em Maponos, Epona, Matronae e Sirona.
Maier (2010) estabelece que a etimologia de Cernunnos é desconhecida, como a palavra céltica para "corno" como um a (tal como em Carnonos).
Karnon do gaulês "corno" é  cognato com cornu do latim e com *hurnaz do germânico, com horn do inglês, basicamente do proto-indo-europeu.
O étimo karn- "corno" aparece tanto no gaulês como nos ramos gálatas do celta continental. Hesíquio de Alexandria lustra a palavra gálata karnon (κάρνον) como "trompete gálico", isto é, o corno militar celta listado como o carnyx (κάρνυξ) de Eustácio de Tessalônica, que nota sino com forma animal do instrumento. A raiz também aparece nos nomes de regimes celtas, sendo o mais proeminente entre eles, os Carnutes, significando algo como "os Únicos Com Chifres," e em vários exemplos de nome civil encontrados nas inscrições.

## Evidência epigráfica
O nome Cernunnos ocorre apenas na "Pilar dos Barqueiros" (Pilier des nautes), agora mostrado no Musée National du Moyen Age em Paris. Construído por marinheiros franceses provavelmente no século XIV, foi descoberto em 1710 dentro das fundações da catedral de Notre-Dame de Paris, sítio da antiga Lutécia (Paris), a capital da civitas dos Parísios célticos. A coluna de pedra distintiva é um monumento importante da religião galo-romana. Seus baixo relevos retratam e rotulam por nome várias deidades romanas tais como Júpiter, Vulcano e Castor e Pólux, com as deidades gálicas tais como Esus, Smertrios, e Tarvos Trigaranus. O nome Cernunnos pode ser claramente lido nos desenhos das inscrições do século XVIII, mas a letra inicial foi obscurecida desde então que hoje apenas a leitura [_]ernunnos pode ser verificada
Evidência adicional é dada em uma inscrição sobre uma placa de metal de Steinsel-Rëlent em Luxemburgo, no território dos tréveros célticos. Esta inscrição lida Deo Ceruninco, ao deus Cerunincos", foi assumida ser a mesma deidade.[carece de fontes?] A inscrição gaulesa de Montagnac lida αλλετ[ει]υος καρνονου αλ[ι]σο[ντ]εας (alleteiuos karnonou alisonteas), com a última palavra sendo possivelmente um nome local baseado em alisia, "árvore de serviço" ou "rocha" (compare Alésia, Alisiia gaulesa).

## Iconografia

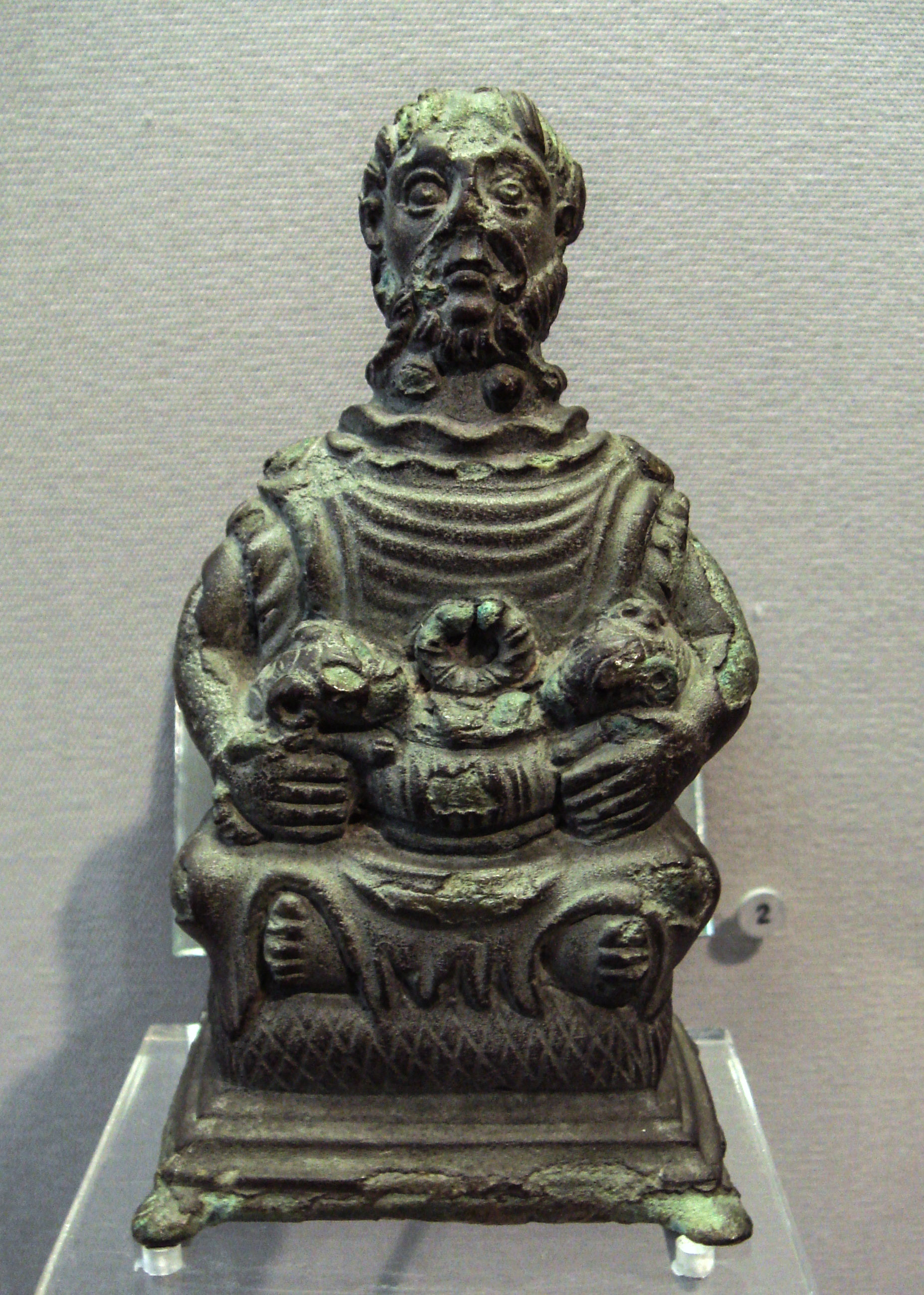
Deus de Etang-sur-Arroux, uma representação possível de Cernuno. Ele veste um torque no pescoço e sobre o peito. Duas cobras com cabeças de carneiro o circundam na cintura. Duas cavidades no topo de sua cabeça estão provavelmente projetadas para receber cornos de veado. Duas pequenas faces humanas nas costas de sua cabeça indicam que ele é tricefálico. Musée d'Archéologie Nationale.

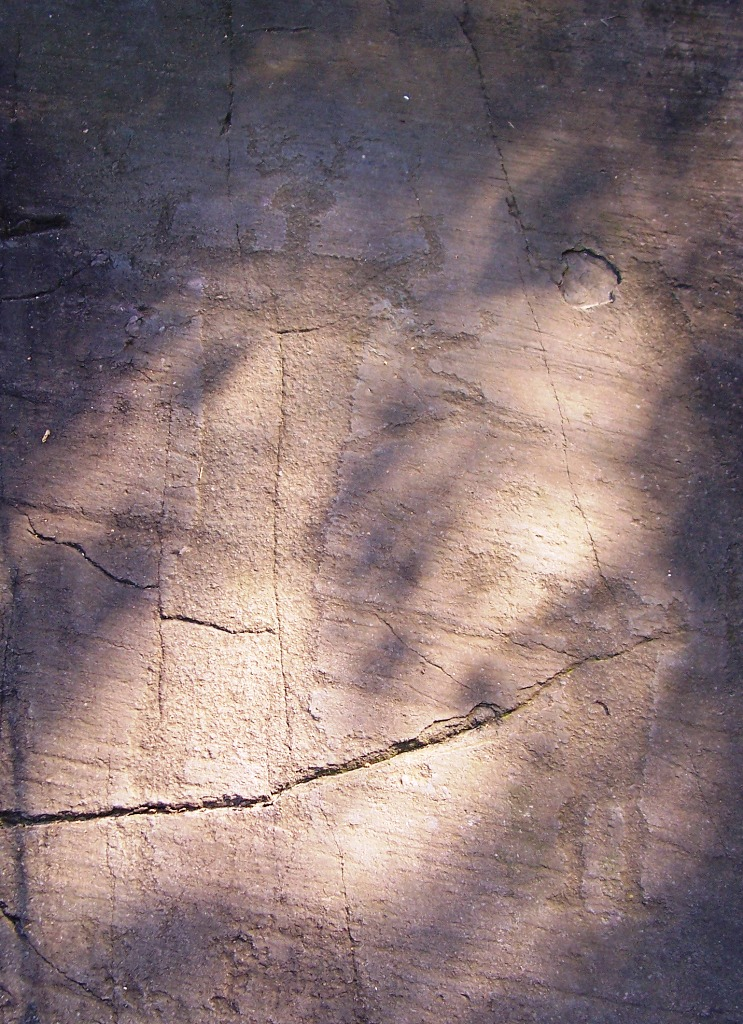
Entalhe de rocha de uma figura com chifres nos Parque nacional de Naquane, Itália.

O deus rotulado [C]ernunnos na Pilar dos Barqueiros é retratado com chifres de veado em seus estágios iniciais de crescimento anual. Ambos os chifres tem torques pendendo deles. A parte mais baixa do seu relevo está perdida, mas as dimensões sugerem que o deus estava sentado na "posição de Buda", provendo um paralelo direto à figura com chifres no caldeirão Gundestrup.
A despeito do nome Cernunnos não estar atestado em mais nenhum outro lugar, ele é comumente usado na literatura celtológica como descrevendo todas as representações comparáveis de deidades cornudas.
Este tipo "Cernunnos" na iconografia céltica é frequentemente retratado com animais, em particular o veado, e também frequentemente associado com uma serpente com cornos de carneiro, além da associação com outras bestas com menor frequência, incluindo touros (no Rheims), cachorros, e ratos. Por causa de sua associação frequente com criaturas, acadêmicos descrevem Cernunnos frequentemente como o "Senhor dos Animais" ou o "Senhor das Coisas Selvagens", e Miranda Green o descreve como um "deus pacífico da natureza e de frutescência".
O Pilier des nautes o liga aos marinheiros e ao comércio, sugerindo que também era associado ao bem estar material tanto ao fazer uma bolsa de moedas de Cernunnos de Rheims (Marne, Champagne, França)—na antiguidade, Durocortorum, a capital civitas da tribo Remos—quanto o veado vomitando moedas de Niedercorn-Turbelslach (Luxemburgo) nas terras dos tréveros. O deus pode ter simbolizado a fecundidade do floresta habitada por veados.
Outros exemplos das imagens de "Cernunnos" incluem um petroglifo em Val Camonica na Gália Cisalpina. A figura humana com chifres foi datada como pertencendo inicialmente ao século VII a.C. ou tardiamente no século IV. Uma criança com chifres aparece em um relevo de Vendeuvres, flanqueada por serpentes e segurando uma bolsa feminina e um torque. A melhor imagem conhecida aparece no caldeirão Gundestrup encontrado em Jutlândia, datando do século I a.C., pensado representar um tema céltico embora usualmente visto como de acabamento trácio.
Entre os celtas ibéricos, figuras cornudas ou chifrudas do tipo Cernuno incluem um deus "tipo-Janus" de Candelario (Salamanca) com dois rostos e dois pequenos cornos; um deus cornudo das colinas de Ríotinto (Huelva); e uma representação possível da deidade Vestius Aloniecus próximo ao seu altar em Lourizán (Pontevedra). Os cornos são aceitos representar "força agressiva, vigor genético e fecundidade."
Representações divinas do tipo Cernuno são exceções são a visão frequentemente-expressa de que os celtas apenas começaram a representar seus deuses na forma humana depois da conquista romana da Gália.
O "deus com cornos" céltico, enquanto bem atestado na iconografia, não pode ser identificado na descrição da religião céltica na etnografia romana e não parece ter sido dado qualquer interpretatio romana, talvez devido a ser muito distintivo ser traduzível ao panteão romano.
Enquanto Cernunnos nunca foi assimilado, acadêmicos têm às vezes comparados a ele funcionalmente às figuras divinas gregas e romanas tais como Mercúrio, Actaeon, formas especializadas de Júpiter, e Dis Pater, o último dos quais Júlio César disse que era considerado o ancestral dos gauleses.

## Reflexos possíveis no Céltico insular
Existem tentativas de encontrar a raiz cern no nome de Conall Cernach, o irmão adotivo do herói irlandês Cuchulainn no Ciclo do Ulster. Nesta linha de interpretação, Cernach é tomada como um epíteto de um campo semântico amplo — "angular; vitorioso; conduzindo um crescimento proeminente" — e Conall é visto como "a mesma figura" como o antigo Cernunnos.

## Conexão possível a São Ciarán
Alguns vêem as qualidades de Cernuno agrupadas na vida de São Ciarán de Saighir, um dos Doze Apóstolos da Irlanda.  Quando estava construindo sua pequenina primeira célula, como seu hagiógrafo se estende, seu primeiro discípulo e monge era um porco do mato que tinha sido representado meigo por Deus.  Este foi seguido por uma raposa, um texugo, um lobo e um veado.

## Neopaganismo
Na Wicca e outras formas de neopaganismo um Deus Cornudo é reverenciado; esta divindade sincretiza um número de deuses cornudos e chifrudos de várias culturas, incluindo Cernuno. O deus cornudo reflete as estações do ano em um ciclo anual da vida, morte e renascimento.
Na tradição do Wicca Gardneriana, o deus cornudo é às vezes especificamente referido como Cernunnos, ou às vezes também como Kernunno.